# Micrellides multiperula
Micrellides multiperula är en djurart som tillhör fylumet slemmaskar, och som beskrevs av Gibson 1985. Micrellides multiperula ingår i släktet Micrellides och familjen Lineidae. Inga underarter finns listade i Catalogue of Life.